# Al otro lado del muro
Al otro lado del muro é uma telenovela estadunidense produzida pela Telemundo e exibida entre 21 de fevereiro e 11 de junho de 2018, substituindo Sangre de mi tierra.
É protagonizada por Marjorie de Sousa y Litzy e antagonizada por Gabriel Porras, Gabriela Vergara e Daniela Bascopé e actuaçãoes estelares Guillermo Iván, Khotan Fernández y Uriél del Toro.

## Sinopse
Sofia Villavicencio é a nova esposa do governador do estado, Ernesto Martínez. No dia da inauguração, uma mulher desesperada se aproxima de Ernesto e pede-lhe antes de todos os meios de comunicação para ajudá-lo a encontrar sua filha sequestrada, acusando um de seus assessores, Juan Estevez de estar por trás de seu desaparecimento . Este evento é o primeiro a fazer Sofia suspeitar da verdadeira identidade do seu marido. Gradualmente, Sofia vai descobrir com a ajuda de Joel Benitez, um membro disfarçado de Interpol, os empregados de seu marido e, especialmente, Paula Duarte - Amante e cúmplice de Ernesto - estão por trás de uma rede de tráfico de crianças , com a qual Ernesto se aproveitou para financiar sua campanha que o levou ao poder de seu governo.
Depois de escapar da perseguição nas mãos de seus inimigos, Sofia cruza a fronteira com a filha, Alondra para Los Angeles , fugindo Ernesto e de onde vai fazer todo o possível para acabar com a rede de tráfico de crianças em que seu marido está envolvido, mas agora sem o apoio de Joel, já que ele acredita que Sofia matou sua irmã.
Por outro lado, Eliza é padeiro e dona de casa. Ela decide se estabelecer no exterior com seus filhos e seu marido, Max, ignorando que ele leva uma vida dupla. Antes de cruzar a fronteira, Sofia dá um disco rígido para Eliza, que contém evidências suficientes para afundar Ernesto. A partir deste ponto e para sempre, Eliza e Sofia juntam suas vidas para poderem ajudar umas às outras, embora cada pessoa tenha sua história "do outro lado do muro" .

## Elenco

### Principal
| Personagem                | Ator              |
| ------------------------- | ----------------- |
| Sofía Villavicencio       | Marjorie de Sousa |
| Eliza Romero Rosales      | Litzy             |
| Ernesto Martínez          | Gabriel Porras    |
| Carmen Rosales de Romero  | Adriana Barraza   |
| Joel Benítez              | Guillermo Iván    |
| Paula Duarte              | Gabriela Vergara  |
| Maximilian "Max" Sullivan | Khotan Fernández  |
| Andrés Juárez             | Uriel del Toro    |
| Jennifer Suárez           | Daniela Bascopé   |

### Recorrente
| Personagem                              | Ator                 |
| --------------------------------------- | -------------------- |
| Alondra Martínez Villavicencio          | Daniela Wong         |
| Karina Sullivan Romero                  | Ana María Estupiñán  |
| Tomás Sullivan Romero                   | Mauricio Novoa       |
| Julián Martínez                         | Jonathan Freudman    |
| Lorena                                  | Jullye Giliberti     |
| Richard García                          | Christopher Millán   |
| Patrick                                 | Ed Trucco            |
| Steve Williams                          | Gustavo Pedraza      |
| Pastrana                                | Francisco Porras     |
| Irving Cummings                         | Edward Nutkewigz     |
| Frida                                   | Daniella Macías      |
| María Hernández                         | Thamara Aguilar      |
| Santiago Juárez Hernández               | Alexis Vanegas       |
| Irene Benítez                           | Ana González         |
| Raquel                                  | Elizabeth Grimaldo   |
| Don Chente                              | Fernando Gálvez      |
| Doctor Márquez                          | Mijail Mulkay        |
| Chefe da Policía Federal Mexicana       | Carlos Acosta-Milian |
| Don Carlos                              | Xavier Coronel       |
| Juan Estévez                            | Omar Germenos        |
| Alondra Martínez Villavicencio (menina) | Regina Orquín        |
| Julián Martínez (niño)                  | Emmanuel Pérez       |
| Karina Sullivan Romero (menina)         | Sofía Osorio         |
| Rodrigo Sullivan Romero                 | Gael Sánchez         |
| Tomás Sullivan Romero (menino)          | Samuel Sadovnik      |
| Santiago Juárez Hernández (menino)      | Fernando Flores      |
| Sarah Foster                            | Cristina Figarola    |
| Johnny Garza                            | Tony Vela            |
| Annie                                   | Lara Vorkapic        |
| Beto                                    | Santiago López       |
| Vicentito                               | Salim Rubiales       |
| Charly Sullivan Williams (menino)       | Daniel García        |